# Heliophorus phoenicoparyphus
Heliophorus phoenicoparyphus är en fjärilsart som beskrevs av Holland 1887. Heliophorus phoenicoparyphus ingår i släktet Heliophorus och familjen juvelvingar. Inga underarter finns listade i Catalogue of Life.